# Cerro Dos Picos (Santa Cruz)
El cerro Dos Picos  es una montaña en el campo de hielo patagónico sur con una altitud de 2227 metros sobre el nivel del mar. Se encuentra en la provincia de Santa Cruz, Argentina y forma parte del parque nacional Los Glaciares. Previamente al acuerdo de 1998 entre Argentina y Chile este cerro era considerado por Chile como parte de su territorio y del parque nacional Bernardo O'Higgins.

## Etimología
Recibe su nombre debido a que el mismo cerro presenta dos picos.